# جوامع با اعتماد بالا و پایین
جوامع با اعتماد بالا و اعتماد پایین (به انگلیسی: High trust and low trust societies) جامعه با اعتماد پایین به عنوان جامعه‌ای تعریف می شود که در آن اعتماد بین فردی نسبتاً کم است و دارای ارزشهای اخلاقی مشترک نیستند. برعکس، جامعه با اعتماد بالا جامعه‌ای است که در آن اعتماد بین فردی نسبتاً بالا باشد، و جایی که ارزشهای اخلاقی مشترک به شدت قوی است.

## نهادها و سازوکارها
به گفته پژوهشگران، جوامع با اعتماد پایین معمولاً مبتنی بر خویشاوندی هستند. نتایج جوامع با اعتماد چایین می تواند شامل مشکل در تشکیل و حفظ ساختارهای شرکتی باشد. مکانیسم ها و نهادهایی که در جوامع با اعتماد پایین فاسد، ناکارآمد یا غایب هستند عبارتند از احترام به حقوق مالکیت خصوصی، یک نظام دادگاه مدنی قابل اعتماد، رای دهی دموکراتیک و پذیرش نتایج انتخابات، و پرداخت داوطلبانه مالیات. 
پژوهش های ارتباطی بین «فرهنگ‌های فعال خطی» (یعنی دنبال کردن یک برنامه روزانه با یک تکلیف در یک زمان) شناسایی کرده است. با جوامع با اعتماد بالا، و «فرهنگ‌های چند فعال» (برنامه‌های منعطف با چندین کار در یک زمان، اغلب به ترتیب برنامه‌ریزی نشده) با فرهنگ‌های اعتماد پایین.

## خودگردانی
جوامع با اعتماد بالا درجه بالایی از اعتماد متقابل را نشان می دهند که توسط خارج از «نظام قراردادی، قانونی یا سلسله مراتبی» تحمیل نشده است، بلکه بر اساس «اجماع اخلاقی قبلی» است. بسیاری از نوشته ها در این زمینه به کتاب فرانسیس فوکویاما در سال ۱۹۹۵ اشاره دارد، اعتماد: فضایل اجتماعی و ایجاد رفاه که در آن او توانایی افراد مختلف برای سازماندهی موثر برای اهداف تجاری بدون اتکا به پیوندهای خونی یا دخالت دولت را توصیف می کند.

## مطالب بیشتر
- به من اعتماد کن، اپیزود «Freakonomics Radio» در سال 2016 درباره اعتماد به جوامع
- ریشه های بحران بدهی یونان در یوتیوب - نمونه ای از جامعه کم اعتماد.